# Liam Higgins
Liam Higgins (27 de septiembre de 1993 en Lower Hutt) es un futbolista neozelandés que juega como defensor en el Staines Town.

## Carrera
Debutó en 2011 jugando para el Team Wellington, club con el que consiguió el subcampeonato en la ASB Premiership 2011/12 y el título en la White Ribbon Cup. Pasó al YoungHeart Manawatu en 2012 en busca de más regularidad, aunque luego de que la franquicia terminara última y perdiera su lugar en el campeonato neozelandés, firmó con el WaiBOP United de cara a la temporada 2013-14. En 2015 regresó al Team Wellington y en 2016 partió a Australia para firmar con el Richmond. Dejó el elenco en 2018 para integrarse al Staines Town inglés.

### Clubes
| Club                | País          | Año             |
| ------------------- | ------------- | --------------- |
| Team Wellington     | Nueva Zelanda | 2011 - 2012     |
| YoungHeart Manawatu | Nueva Zelanda | 2012 - 2013     |
| WaiBOP United       | Nueva Zelanda | 2013 - 2015     |
| Team Wellington     | Nueva Zelanda | 2015            |
| Richmond            | Australia     | 2016 - 2018     |
| Staines Town        | Inglaterra    | 2018 - Presente |

### Selección nacional
Representando a Nueva Zelanda Sub-20 se proclamó campeón del Campeonato Sub-20 de la OFC 2013, por lo que disputó la Copa Mundial de Turquía 2013 de esa categoría, en la que disputó dos encuentros ante Uruguay y Croacia. En 2015 fue convocado para disputar los Juegos del Pacífico, donde afrontó un único partido. Más adelante ese año recibió el llamado para disputar un amistoso ante Birmania con la selección mayor, donde finalmente hizo su debut.

#### Partidos y goles internacionales
| Partidos y goles internacionales | Partidos y goles internacionales | Partidos y goles internacionales | Partidos y goles internacionales | Partidos y goles internacionales | Partidos y goles internacionales | Partidos y goles internacionales |
| #                                | Fecha                            | Estadio                          | Rival                            | Resultado                        | Competición                      | Gol(es)                          |
| -------------------------------- | -------------------------------- | -------------------------------- | -------------------------------- | -------------------------------- | -------------------------------- | -------------------------------- |
| 2015                             |                                  |                                  |                                  |                                  |                                  |                                  |
| 1                                | 7 de septiembre                  | Estadio Thuwunna, Rangún         | Birmania                         | 1 – 1                            | Amistoso                         |                                  |

## Palmarés
| Título                | Club             | País          | Año     |
| --------------------- | ---------------- | ------------- | ------- |
| White Ribbon Cup      | Team Wellington  | Nueva Zelanda | 2011/12 |
| Campeonato Sub-20 OFC | Selección Sub-20 | Nueva Zelanda | 2013    |